# Reklámprogram
Reklámszoftvernek, reklámprogramnak (angolul: adware) nevezzük az olyan, interneten terjedő számítógépes programok összességét, amelyek célja, hogy egy terméket, számítógépes programot, annak készítőjét vagy egy céget reklámozzanak.
Bár sok reklámprogram egyben kémprogram is (angolul: spyware), azonban mégis fontos a megkülönböztetés. A kémprogram minden esetben igyekszik elrejtőzni a felhasználó elől, működése során különféle károkat okoz, ezek miatt a legtöbb országban törvénytelen a használatuk.
Reklámprogramokat nagyon sok programmal együtt telepíthetünk: vagy azért, mert a licencszerződés ezt előírja (például emiatt lehet egy programot ingyenesen használni), vagy azért, mert nem figyelünk a beállításoknál (alapból be van állítva a telepítése, és nem pipáljuk ki, hogy nem kérjük), vagy tudtunk és beleegyezésünk nélkül telepedik a gépünkre. A megszerzett információkat üzleti célokra (pl. célzott reklámok létrehozása, felhasználói statisztikák, profilok készítése stb.), vagy akár nem törvényes (kéretlen reklámlevelek, lásd spam) módon használják fel.
A rossz szándékú reklámprogramokat általános megnevezéssel a számítógépes kártevők (angolul malware) kategóriájába sorolhatjuk. Az ellenük való védekezés összetett biztonsági programokkal, illetve az adware-ek ellen kifejlesztett felderítőprogramok segítségével történik. A megelőzésben nem elhanyagolható a felhasználó ébersége és felkészültsége sem (alapfokú angol nyelvtudás, illetve internetes szótárak használata alapkövetelmény).